# 平叶密花树
平叶密花树（学名：Rapanea faberi），为紫金牛科密花树属下的一个植物种。
种名faberi以19世纪来中国传教、收集植物的德国植物学家花之安（Ernst Faber, 1839-1899）的名字命名。
现接受名为Myrsine faberi (Mez) Pipoly & C.Chen。